# Gujarat State Petroleum Corporation
Gujarat State Petroleum Corporation Ltd (GSPC) é uma companhia petrolífera estatal, sediada em Gujarat, Índia.

## História
A companhia foi estabelecida em 1979.